# Amdo
Amdo (tibetansko ཨ་མདོ་, Wylie: a mdo; tibetanska izgovorjava: [ʔam˥˥.to˥˥]; kitajsko: 安多; pinjin: Ānduō), znan tudi kot Domey (tibetansko མདོ་སྨད་), je ena od treh tradicionalnih tibetanskih regij. Obsega veliko območje od Ma-čuja (Rumena reka) do Dri-čuja (Jangce). Amdo večinoma sovpada s sedanjo kitajsko provinco Činghaj, vključuje pa tudi manjše dele provinc Sečuan in Gansu.
V 7. stoletju je Amdo postal del Tibetanskega cesarstva, ki je trajalo do njegovega razpada v 9. stoletju. Lokalna tibetanska teokracija, imenovana Tsongkha, je regiji vladala od leta 997 do 1104. V 13. stoletju so mongolske sile osvojile območje, kar je privedlo do začetka odnosa med duhovnikom in zavetnikom. Od 14. do 16. stoletja je dinastija Ming nadzorovala nekatera obmejna območja Amda, medtem ko je mongolska prisotnost ostala pomembna. V 1720-ih je cesar Jongdženg iz dinastije Čing odvzel Amdo od Džungarjev in začel oblikovati sodobne meje Činghaja. Dovolil je, da večino območja upravlja vrsta lokalnih tibetanskih vladarjev, povezanih z vlado Ü-Tsanga prek samostanskih sistemov, vendar jih ne upravlja neposredno dalajlamov Ganden Phodrang. Od leta 1917 so dele Amda zasedli vojskovodje klike Ma, ki so se leta 1928 pridružili Kuomintangu (kitajski nacionalistični stranki). Do leta 1952 so sile Kitajske komunistične partije priključile osrednji Tibet in premagale tako Kuomintang kot tibetanske sile, s čimer so utrdile svoj vpliv na območju približno do leta 1958.
Tibetanci v Amdu so se tradicionalno ukvarjali s kmetijstvom in živinorejo. Regija je dom številnih duhovnih voditeljev tibetanskega budizma, kot so 14. dalajlama, 10. pančenlama Čoekji Gjaltsen in veliki reformator šole Gelug Dže Tsongkapa.

## Imena
Amdo je ena od tradicionalnih regij Velikega ali etnografskega Tibeta. Drugi regiji sta Ü-Tsang, znana tudi kot politični ali osrednji Tibet, na jugozahodu in Kham na jugu. Ime Amdo je postalo pogostejše od 19. stoletja; starejši viri omenjajo približno isto regijo kot Domey. Amdo in Kham sta bila na zemljevidih in rokopisih skupaj imenovana tudi Do Kham.

## Geografija
Amdo obsega zgornji tok reke Ma-ču ali Rumene reke in jezera Činghaj. Njegova južna meja je gorovje Bajyan Har. Območje je vetrovno in brez dreves, z veliko trave. Živali v regiji so divji jak in kiang. Udomačene živali v regiji so domači jak in dzo, koze, ovce in mongolski konj. Amdo je bil v epskih zgodbah in zgodovini znan kot dežela, kjer se vzrejajo in divje puščajo čudoviti konji.

## Demografija

### Zgodovinska demografija
V zgodovinskih časih so bili ljudje v regiji običajno netibetanski, kot so bili Mongoli ali ljudstvo Hor, čeprav so slednji znali govoriti tibetanski jezik. Druga avtohtona ljudstva so bila Čjang, Sumpa in Tujuhun. Prebivalci Amda in Khama so se tradicionalno identificirali kot Amdova in Khampa in ne kot Tibetanci, včasih bolj povezani s Kitajci kot z Ü-Tsangom (osrednji Tibet).

### Trenutna demografija
Prebivalci Amda se imenujejo Amdova (tibetansko ཨ་མདོ་པ།, Wylie: a mdo pa) za razliko od Tibetancev iz Khama (Khampa, tibetansko ཁམས་པ།, Wylie: khams pa) in Ü-Tsanga, vendar vsi veljajo za etnično Tibetance.
Danes etnični Tibetanci prevladujejo v zahodnih in južnih delih Amda, ki so zdaj upravljani kot različne tibetanske, tibetansko-čjanske ali mongolsko-tibetanske avtonomne prefekture. Kitajci Han so večina v severnem delu (mongolska in tibetanska avtonomna prefektura Haiši) in vzhodnem delu (mesto Šining in mesto Haidong) province Činghaj. Čeprav sta mesti Šining in Haidong geografsko majhni v primerjavi s preostalim delom province Činghaj, ima to območje največjo gostoto prebivalstva, zaradi česar Kitajci Han številčno presegajo druge etnične skupine v provinci Činghaj na splošno.
Večina Tibetancev iz plemena Amdo živi v večjem delu province Činghaj, vključno s tibetansko avtonomno prefekturo (TAP) Mtshobjang (མཚོ་བྱང་།; Haibei v kitajščini), TAP Mtsholho (མཚོ་ལྷོ་།; Hainan), TAP Rmalho (རྨ་ལྷོ་།; Huangnan) in TAP Mgolog (མགོ་ལོག།; Guoluo), pa tudi v Kanlho. (ཀན་ལྷོ།; Gannan) TAP jugozahodne province Gansu in deli Rngaba (རྔ་བ།; Aba) in avtonomne prefekture Čjang v severozahodni provinci Sečuan. Poleg tega veliko število Tibetancev iz ljudstva Amdo živi v prefekturi Haidong (མཚོ་ཤར།; Wylie: mtsho shar) v prefekturi Činghaj, ki se nahaja vzhodno od jezera Činghaj (མཚོ་སྔོན།, Wylie: mtsho sngon) in okoli mesta Xining (ཟི་ལིང།; zi ling), vendar predstavljajo le manjšino (približno 8,5 %) celotnega prebivalstva, zato regija ni dosegla statusa TAP. Obsežna mongolska in tibetanska avtonomna prefektura Haixi (མཚོ་ནུབ།; mtsho nub), zahodno od jezera Činghaj, ima tudi manjšinsko tibetansko prebivalstvo (približno 10 %), in le Tibetanci v vzhodnih delih te prefekture so prebivalci Amda.
Tudi Mongoli so bili dolgotrajni naseljenci v Amdu, najprej so prispeli v času Džingiskana, zlasti pa v seriji naselitvenih valov v obdobju Ming. Skozi stoletja se je večina Mongolov Amda močno tibetizirala in vsaj na prvi pogled je zdaj težko razločiti njihovo prvotno netibetansko etnično pripadnost.

## Jezik
V Amdu se zaradi geografske izoliranosti številnih skupin govori veliko narečij tibetanskega jezika. Pisna tibetanskost je enaka v vseh tibetansko govorečih regijah in temelji na klasični tibetanskosti.
Mnogi netibetanci v regiji so večjezični in govorijo amdo tibetansko, zaradi česar je težko ugotoviti njihovo etnično pripadnost samo na podlagi jezika.

## Zgodovina
Ljudstvo Čjang je bilo zgodnje uporabnike železa in zgodbe o njih so številne v njihovih železnih naprsnikih z železnimi meči.
Od 7. do 9. stoletja se je Tibetansko cesarstvo razširilo v Amdo. Čjang, Sumpa, Tujuhuni in druga ljudstva v regiji so se postopoma tibetizirala. V tem obdobju se je nadzor nad Amdom prenesel od Songcen Gampa in njegovih naslednikov na ministre kraljeve družine, Gar (Wylie: 'gar). Ti ministri so svoje položaje podedovali od staršev, podobno kot cesar. Kralj Tüsong je poskušal ministrom iztrgati nadzor nad tem območjem, vendar neuspešno.
Leta 821 je pogodba določila meje med Tibetanskim cesarstvom in dinastijo Tang, hkrati pa so bile zgrajene tri stele – ena na meji, ena v Lasi in ena v Čang'anu. Tibetanska vojska se je naselila znotraj vzhodne meje.
Po letu 838, ko je tibetanski kralj Lang darma ubil svojega brata, se je Tibetansko cesarstvo razdelilo na neodvisne kneževine, medtem ko je Do Kham (Amdo in Kham) ohranil kulturno in versko tibetansko pripadnost. Znotraj Amda so ostale zgodovinsko neodvisne politike dednih vladarjev in kraljestev, medtem ko sta mongolsko in kitajsko prebivalstvo nihala med avtohtonimi ljudstvi in Tibetanci. V tem obdobju so se budistični menihi iz osrednjega Tibeta izgnali v regijo Amdo.
Obstaja zgodovinski zapis o uradniku iz 9. stoletja, ki je bil poslan pobirati davke v Amdo. Namesto tega je pridobil fevd. Nato je povedal o 10 vrlinah zemlje. Dve vrlini sta v travi, ena za travnike blizu doma, ena za oddaljene pašnike. Dve vrlini sta v zemlji, ena za gradnjo hiš in ena za dobra polja. Dve vrlini sta v vodi, ena za pitje in ena za namakanje. Dve sta v kamnu, ena za gradnjo in ena za mletje. Les ima dve prednosti, eno za gradnjo in eno za kurjavo. Prvotni prebivalci regije Amdo so bili gozdni prebivalci (nags-pa), gorski prebivalci (ri-pa), prebivalci ravnin (thang-pa), travniki (rtsa-mi) in gozdarji (shing-mi). Travniki so bili znani po svojih konjih.
Gevasel je bil menih, ki je pomagal obuditi tibetanski budizem. Učil se je kot otrok in je pokazal neverjetno navdušenje nad vero. Ko je bil posvečen, se je odpravil iskat nauke. Po prejemu Vinaje naj bi odpotoval v osrednji Tibet, a je doživel sušo. Namesto tega se je odločil za samoto v Amdo. Domačini so slišali zanj in njegova samota ni bila takšna, kot so ga iskali. Sčasoma je v Amdu ustanovil vrsto begunskih menihov in z bogastvom, ki ga je pridobil, zgradil tudi templje in stupe. Območju je od leta 997 do 1104 vladala tibetanska teokracija, imenovana Tsongkha. Pogosto je bilo vpleteno v konflikte z Zahodno Šja, ki so jo sestavljali Tanguti, verjetno dinastije Čjang, ter z dinastijami Song, Liao in Džin.

### 13. stoletje
Mongoli so do leta 1240 osvojili vzhodni Amdo in ga upravljali pod okriljem Urada za budistične in tibetanske zadeve, ločeno od drugih ozemelj, ki jih je upravljala dinastija Juan. Začel se je odnos med duhovnikom in zavetnikom. Drogön Čögjal Phagpa, tibetanski lama, je obiskal Kublajkana in postal tako priljubljen, da je postal Kublajev duhovni vodnik, kasneje pa ga je imenoval za duhovniškega kralja Tibeta in postal vladar (1) ozemlja Tibeta, ki je obsegalo trinajst držav Ü-Tsang; (2) Kham in (3) Amdo, vendar so kraljestva v Amdu in Khamu ostala večinoma neodvisna od osrednjega Tibeta. Poznejša leta je preživel v samostanu Sakja v Ü-Tsangu, zaradi česar je moral redno potovati skozi Amdo. Na enem od teh potovanj je v Amdu naletel na oborožen odpor in je za potovanje skozi Amdo potreboval spremstvo mongolskih knezov. Čeprav koncept treh tibetskih regij izvira iz Tibetanskega cesarstva, rokopisi iz Dunhuanga, ki vzhodne dele njegovega ozemlja omenjajo kot (tibetansko མདོ་གམས) in (tibetansko མདོ་སྨད), so Juan potrdili delitev, Do Kham pa sta bila kot dve dobro opredeljeni poveljstvi skupaj z Ü-Tsangom od takrat skupno imenovani tri poveljstva Tibeta. Tibet je ponovno pridobil neodvisnost od Mongolov, preden so domači Kitajci leta 1368 strmoglavili dinastijo Juan, čeprav se je do slednjega izogibal neposrednemu upiranju dvoru Juan. Do leta 1343 se je mongolska oblast v Amdu precej oslabila: Ködenov fevd je bil nekaj časa brez vodje, Tibetanci pa so nadlegovali Mongole v bližini Liangdžova (byang ngos). Leta 1347 je na približno dvesto mestih v vzhodnem Tibetu izbruhnil splošni upor in čeprav so bile poslane čete, da bi ga zatrle, vzhodni Tibet do leta 1355 ni bil več omenjen v dinastični zgodovini Mongolov.

### 14. do 17. stoletje
Čeprav je naslednja dinastija Ming nominalno ohranila mongolske delitve Tibeta z nekaj podrazdelitve, je njena moč šibkejša in je vplivala na Amdo predvsem na njihovih mejah. Mongoli so od sredine 16. stoletja ponovno prevzeli politični nadzor na območjih Amdo. Vendar je dinastija Ming še naprej obdržala nadzor v Hedžovu in Šiningu. Ko se je trgovina med Mongoli, Tibetanci, muslimani in Han Kitajci poglabljala, se je okoli Gansuja razvil sistem šjedži. Sprva so služili kot prenočišča za popotnike, sčasoma pa so prevzeli dodatne odgovornosti, kot so urejanje trgovine, pobiranje davkov in reševanje pravnih sporov skupaj z lokalnimi džameni.
Zgornji (Kokonorski) Mongoli iz severnega Šindžjanga in Khalkhe so tja prišli v 16. in 17. stoletju. Boji za oblast med različnimi mongolskimi frakcijami v Tibetu in Amdu so privedli do obdobja izmenične prevlade dalajlame (nominalno) in mongolskih gospodarjev. Leta 1642 je bil Tibet ponovno združen pod 5. dalajlamo, ko je s prizadevanji mongolskega kralja Guši kana pridobil duhovno in posvetno oblast. To je omogočilo šoli Gelug in njenim utelešenim duhovnim voditeljem, dalajlamam, da so pridobili dovolj podpore, da so obstajali do danes. Guši kan je Tibetu vrnil tudi dele vzhodnega Tiberja (Kham), vendar je njegovo oporišče v regiji Kokonor v Amdu ostalo pod mongolskim nadzorom.

### 18. stoletje
Leta 1705 je Lha-bzang Kan iz Hošuta s soglasjem cesarja Kangšija iz dinastije Čing odstavil regenta in ubil 6. dalajlamo. Džungarski Mongoli so med kaosom napadli Tibet in držali celotno regijo do končnega poraza z ekspedicijo cesarske vojske Čing leta 1720.
Ko je v začetku 18. stoletja na oblast prišla mandžurska dinastija Čing, je za upravno središče območja ustanovila Šining, mesto severno od Amda. Amdo je bil postavljen v regijo Činghaj. V tem obdobju so jim vladali Ambani, ki so samostanom in drugim lokalnim voditeljem dovolili skoraj popolno avtonomijo.
V 18. stoletju se je cesarstvo Čing še naprej širilo v Tibet, saj je zajelo vzhodni Tibet, vključno z Amdom, in celo prevzelo nadzor nad osrednjim Tibetom.
Cesar Jongdženg je v 1720-ih prevzel popoln nadzor nad Činghajem (Amdo). Po tem so bile določene meje prefekture Šining, ki zajema večino Amda, s Sečuanom in ožjim Tibetom. Meja prefekture Šining in Ü-Tsanga oziroma osrednjega Tibeta je bila gorovje Dangla. To približno ustreza sodobni meji Činghaja z avtonomno regijo Tibet. V tem času je bila določena tudi meja prefekture Šining s Sečuanom, ki je območje Ngaba v nekdanjem Amdu razdelila na Sečuan. Ta meja približno ustreza tudi sodobni meji Činghaja s Sečuanom. Med Sečuanom in Tibetom je bila določena nova meja, ki je sledila gorovju Ning-čing. Vzhodno od teh gora so vladali lokalni poglavarji pod nominalno oblastjo sečuanske pokrajinske vlade; Lasa je upravljala območje na zahodu. V 1720-ih se je Tibet tako prvič po stoletjih več zmanjšal. Regijo Gansu, ki meji na Tibet, je upravljal cesarski podkralj. Deli države so bili podvrženi kitajski zakonodaji, medtem ko so Tibetanci uživali skoraj popolno neodvisnost, vladali so jim tibetanski poglavarji, ki so imeli donacije ali pooblastila od cesarske vlade.

### 20. stoletje
Leta 1906 je 13. dalajlamo med potovanjem po državi zvabila procesija tisočih lam, da bi ostal v templju Kumbumu. Leto dni je počival in se med drugim učil sanskrta in poezije.
Leta 1912 je dinastija Čing propadla in sledila je relativna neodvisnost, ko je dalajlama zavladal osrednjemu Tibetu. Vzhodnemu Tibetu, vključno z Amdom in Khamom, so vladali lokalni in regionalni vojskovodje in poglavarji. Muslimani Hui so upravljali kmetijska območja na severu in vzhodu regije. V Amdu je bilo veliko močnih voditeljev, tako posvetnih kot ne. Samostani, kot so Labrang, Rebkong in Taktsang Lhamo, so nadzorovali izbiro lokalnih voditeljev ali poglavarjev na območjih pod njihovim nadzorom. Ta plemena so sestavljala več tisoč nomadov. Medtem so imeli Sokvo, Ngava in Liulin imenovane posvetne voditelje, nekateri so postali kralji in celo ustanovili družinske dinastije. Ta posvetna oblika vladanja je segala vse do Mačuja.
Muslimanski vojskovodja Ma Či je v imenu Republike Kitajske vodil vojno proti samostanu Labrang in Golokom. Po etničnih nemirih med muslimani in Tibetanci leta 1918 je Ma Či premagal Tibetance in nato začel osem let močno obdavčevati mesto. Leta 1925 je izbruhnil tibetanski upor, v katerem so tisoči Tibetancev pregnali muslimane. Ma Či se je odzval s 3000 kitajskimi muslimanskimi vojaki, ki so ponovno zavzeli Labrang in s strojnicami postrelili tisoče tibetanskih menihov, ko so poskušali pobegniti. Ma Či je večkrat oblegal Labrang, Tibetanci in Mongoli pa so se borili proti njegovim muslimanskim silam za nadzor nad Labrangom, dokler ga Ma Či ni leta 1927 predal. Njegove sile so tujci, ki so potovali skozi Činghaj, hvalili zaradi njihovih bojnih sposobnosti. Vendar to ni bilo zadnje Labrangovo snidenje z generalom Maom. Muslimanske sile so samostan ponovno plenile in opustošile.
Leta 1928 je klika Ma sklenila zavezništvo s Kuomintangom. V tridesetih letih 20. stoletja je muslimanski vojskovodja Ma Bufang, sin Ma Čija, v imenu šibke centralne vlade Čjang Kajška zasegel severovzhodni del Amda in ga dejansko vključil v kitajsko provinco Činghaj. Od takrat do leta 1949 se je velik del preostalega dela Amda postopoma asimiliral v kitajski provincialni sistem Kuomintanga, pri čemer je večji del nominalno postal del province Činghaj, manjši del pa del province Gansu. Zaradi pomanjkanja kitajske upravne prisotnosti v regiji pa je večina skupnosti na podeželju Amda in Khama ostala pod svojimi lokalnimi, tibetanskim laičnimi in samostanskimi voditelji vse do petdesetih let 20. stoletja. Tibetanska regija Lho-Jang in Gjarong v Khamu ter Ngapa (kitajska Aba) in Golok v Amdu so bili kljub ustanovitvi province Činghaj na papirju leta 1927 še vedno neodvisni od kitajske hegemonije.
14. dalajlama se je rodil v regiji Amdo leta 1935 in ko je bil razglašen za možnega kandidata, je Ma Bufang poskušal preprečiti dečku potovanje v Tibet. Zahteval je odkupnino v višini 300.000 dolarjev, ki je bila plačana, nato pa je mladega dečka pospremil v Tibet.
Maja 1949 je bil Ma Bufang imenovan za vojaškega guvernerja severozahodne Kitajske, s čimer je postal najvišji upravitelj regije Amdo. Vendar je do avgusta 1949 napredujoča Ljudska osvobodilna vojska (LOV) uničila Majevo vojsko, čeprav je preostale sile trajalo več let, da so jih premagale. Do leta 1949 so napredne enote LOV od nacionalistov prevzele velik del Amda. Do leta 1952, po priključitvi Tibeta k Ljudski republiki Kitajski, so bila večja mesta v regiji v celoti pod nadzorom Ljudske republike Kitajske, čeprav je veliko podeželskih območij še nekaj let uživalo dejansko avtonomijo. Tibetanske gverilske sile v Amdu so se pojavile leta 1956 in so se borile proti Ljudski osvobodilni vojski do 1970-ih.
Leta 1958 so kitajski komunisti prevzeli uradni nadzor nad tibetanskimi regijami v Khamu in Amdu. Mnogi nomadi iz Amda so se uprli. Poročali so, da so nekatera območja praktično prazna moških: bodisi so bili ubiti bodisi zaprti bodisi so pobegnili. Največji samostan v Amdu je bil prisiljen zapreti. Od treh tisoč menihov so jih aretirali dva tisoč.
Julija 1958, ko je revolucionarni žar velikega skoka naprej zajel Ljudsko republiko Kitajsko, je okrožje Zeku v regiji Amdo v kulturnem Tibetu izbruhnilo nasilje proti prizadevanjem Kitajske komunistične partije, da bi pastoralnim skupnostim na travnikih uveljavila hitro kolektivizacijo. Upor je pretresel regijo tudi na začetku petdesetih let prejšnjega stoletja, ko se je »Osvoboditev« najprej naselila na severovzhodni tibetanski planoti. Neposredne posledice vsakega motenja tako za tibetanske elite in navadne ljudi v Amdu kot za kadre Han v njihovi sredini pojasnjujejo zgodnje boje Ljudske republike Kitajske za izgradnjo naroda in države na območjih manjšinskih narodnosti ter vpliv tega ključnega prehodnega obdobja na odnose med Han in Tibetanci v Amdu desetletja pozneje.
Kot uvod v olimpijske igre v Pekingu so leta 2008 med drugim izbruhnili protesti v Amdu. Nekateri so bili nasilni, vendar je bila večina miroljubnih.

## Samostani
Amdo je bil tradicionalno kraj velikega učenja in štipendiranja ter vsebuje številne velike samostane, vključno s samostanom Kumbum blizu Šininga, samostanom Rongvo v Rebgongu, samostanom Labrang južno od Landžova ter Kirti Gompami avtonomne prefekture Ngava Tibetan in Čjang ter Taktsang Lhamo v okrožju Dzoge.
Od leta 1958 do 1962 je bilo politično ozračje v Amdu nevzdržno. Leta 1958 je aretacija in umor Khenpa Džigme Rigpai Njingpa iz samostana Tseten, medtem ko je bil zaprt v zaporu Nantan v Šiningu, zaznamoval začetek tega obdobja.

## Tradicionalno gospodarstvo
Tradicionalni življenjski slog in gospodarstvo Amdo Tibetancev sta osredotočena na kmetijstvo. Glede na regijo in okolje, v katerem živijo Amdo Tibetanci, so bodisi nomadi (Drog pa) bodisi kmetje (Šeng pa). Gospodarstvo Amda je bilo skozi zgodovino konstantno in se je v sodobnem času malo spremenilo. Tipična družina ima dva doma ali baze: eno za poletne selitve v gore z živalmi zaradi boljše paše, drugo pa v dolinah, kjer preživljajo ostre zime in gojijo krmo za svojo živino na majhnih kmetijskih poljih. Družine iz nekaterih vasi lahko opravijo krajše sezonsko potovanje, saj so njihovi pašniki v bližini, in se lahko celo vsak dan selijo med domovi.

## Lokalna uprava
Tako kot v Amdu in Khamu so bili tradicionalni sistemi upravljanja neodvisni lokalni politični sistemi. V Amdu so bile v te politične sisteme organizirane skupnosti nomadov, kmetov, trgovcev s konji in samostanov, ki so se nadaljevali od obdobja tibetanskega cesarstva. Razlikovale so se po velikosti od majhnih do velikih, nekatere so bile podedovane, druge pa ne, tako ženske kot moški pa so bili posamezni voditelji teh političnih sistemov.
Tsove, sestavljene iz skupin družin, so osnovna družbeno-politična organizacija. Ljudstva Golok, Gomé in Lutsang so se organizirala v tsove. Večja organizacija je sgar, kar prevajamo kot »tabor«, še večji pa je nangso, kar prevajamo kot »komisar«. Obstajala so tudi kraljestva, kot je kraljestvo Co ne (Čone). Leta 1624 je na primer Drotsang Nangso ustanovil samostan, ki se je imenoval Drotsang Sargön; samostan v Detsa Nangso se je imenoval Detsa Gompa. Prej, leta 1376, je bila v Conéju postaja za trgovanje s konji in čajem.
Po ustanovitvi Ljudske republike Kitajske (LRK) so komunistični administratorji na obstoječi sistem okrožij postavili vrsto večjih tibetanskih avtonomnih prefektur (TAP), vendar le tam, kjer so Tibetanci predstavljali večino prebivalstva. Ta politika do Tibetancev, ki so v svoji državi veljali za »manjšinsko narodnost«, je bila zapisana v ustavi LRK.